# Gare de Montbeugny
Gare de Montbeugny vasútállomás Franciaországban, Montbeugny településen.

## Vasútvonalak
Az állomást az alábbi vasútvonalak érintik:
- Moulins-Mâcon-vasútvonal

## Kapcsolódó állomások
A vasútállomáshoz az alábbi állomások vannak a legközelebb: